# Anurolimnas castaneiceps
Anurolimnas castaneiceps е вид птица от семейство Rallidae.

## Разпространение
Видът е разпространен в Боливия, Бразилия, Еквадор, Колумбия и Перу.